# Josef Elfinger
Josef Elfinger (* 23. März 1911 in Ingolstadt; † 9. Mai 1988 ebenda) war ein deutscher Architekt und Denkmalpfleger.

## Werdegang

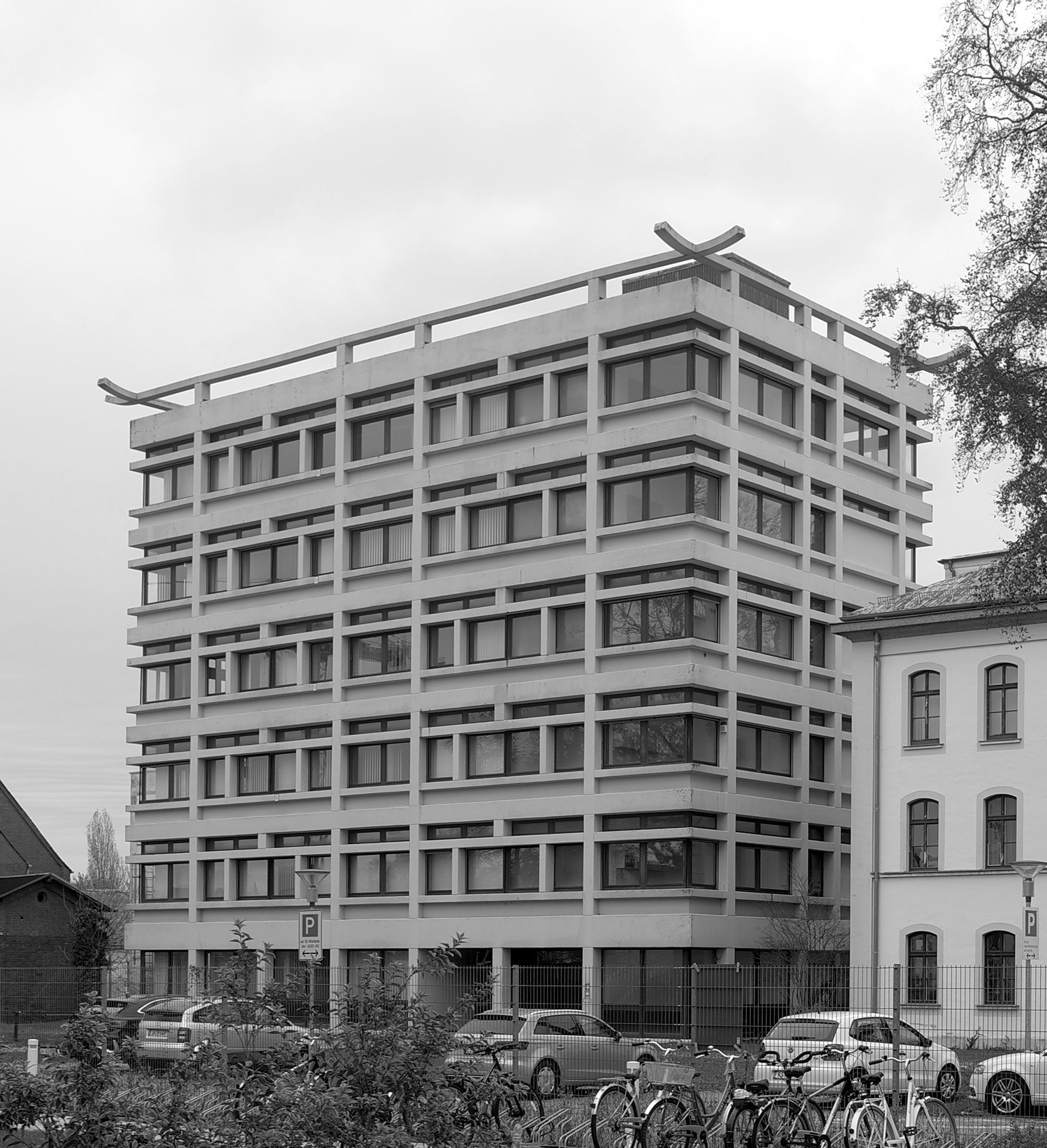
Bürogebäude der Schubert & Salzer Maschinenfabrik AG in Ingolstadt

St. Pius in Ingolstadt

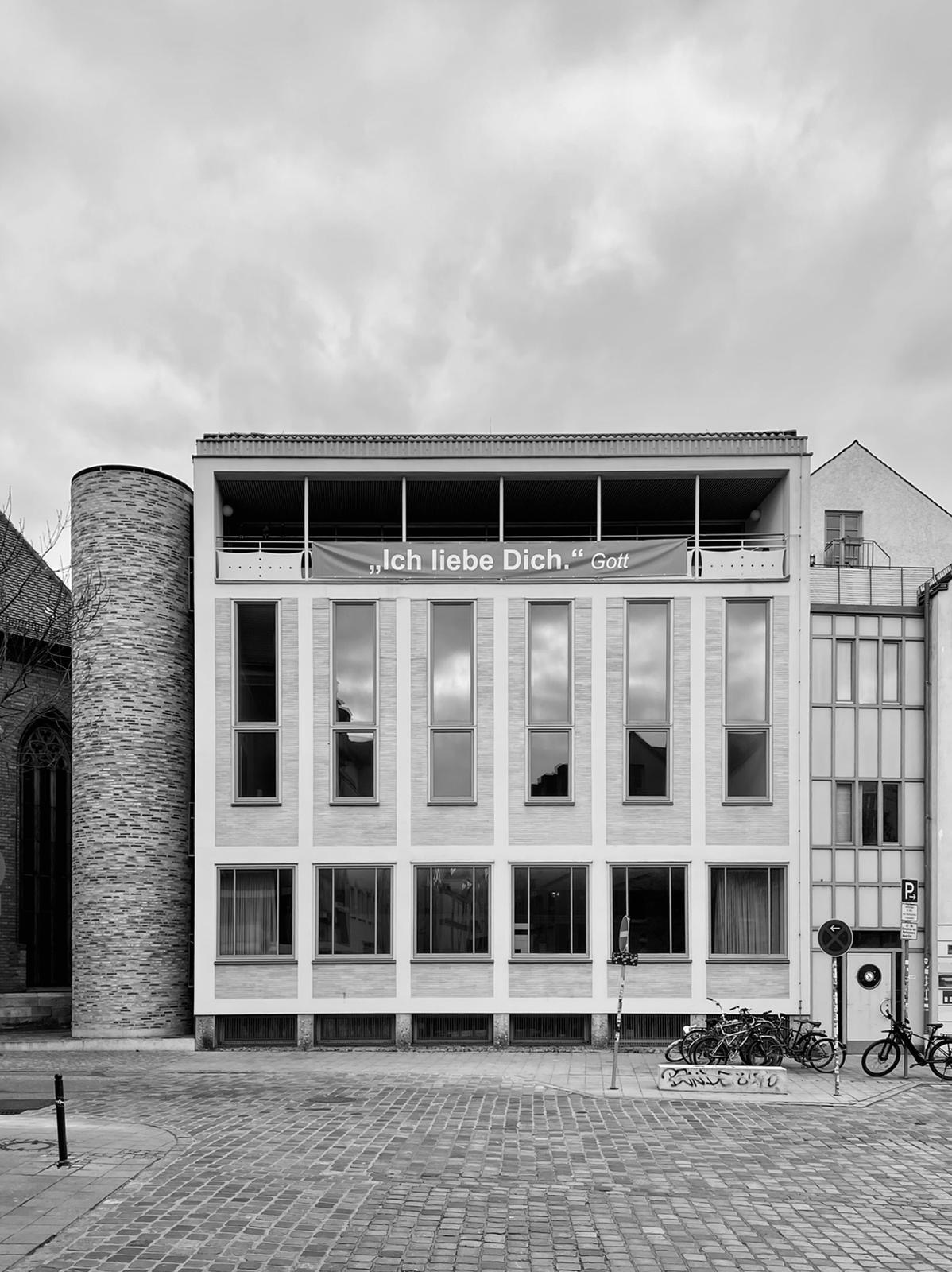
Gemeindehaus St. Matthäus in Ingolstadt

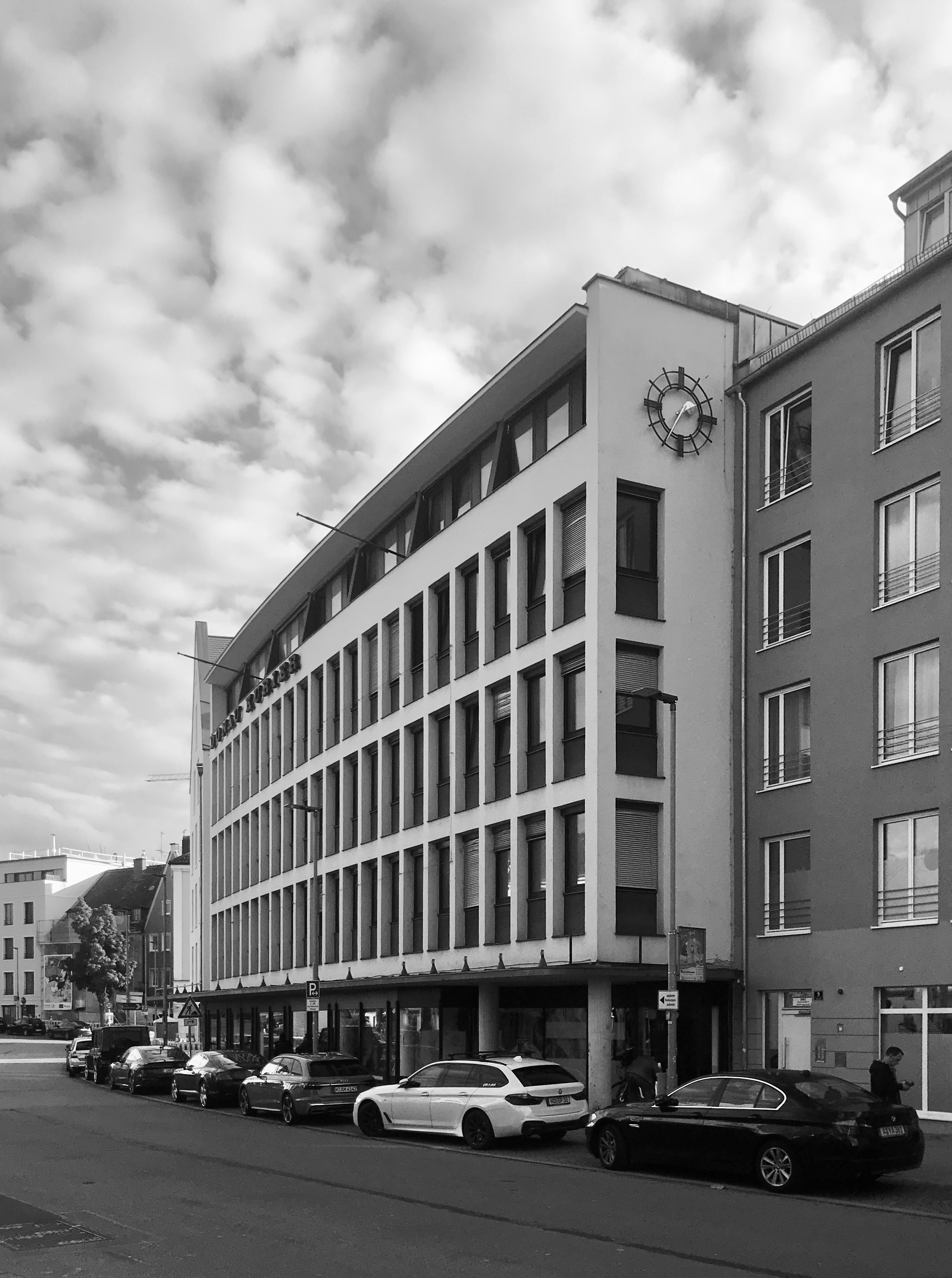
Donaukurier-Verlagsgebäude in Ingolstadt

Josef Elfinger wuchs als Sohn einer Uhrmacherfamilie auf und legte 1931 das Abitur ab. Anschließend studierte er Architektur an der Technischen Hochschule München, u. a. bei Hans Döllgast, German Bestelmeyer, Hans Karlinger und Alwin Seifert. Nach der Diplo-Hauptprüfung gründete er 1936 ein eigenes Architekturbüro in Ingolstadt. 1940 war er Soldat, bis er 1941 nach Ingolstadt zurückkehrte und mit Franz Xaver Proebst zusammenarbeitete. 1942 arbeitete er bei Roderich Fick in München und Linz. Seine ersten Aufgaben fand Elfinger nach dem Zweiten Weltkrieg im Wiederaufbau des zerstörten Ingolstadt. Elfingers Lehrmeister war der Ingolstädter Architekt Franz Xaver Proebst, mit dem er später das Donaukurier-Verlagsgebäude und das Gemeindehaus der St.-Matthäus-Gemeinde in Ingolstadt errichtete. Elfinger war von 1962 bis 1967 1. Vorsitzender des Kunstvereins Ingolstadt. Neben Heinrich Ullmann gilt Elfinger als geistiger Vater des Eichstätter Jurahaus-Vereins, dessen Gründungsmitglied und posthum 1. Ehrenmitglied er war. Er arbeitete zwischen 1957 und 1963 mit dem Maler und Glaskünstler Max Wendl aus München zusammen.
Seine Ehefrau Therese Elfinger (1917–2003) war Künstlerin und schuf Werke, die sich in Elfingers Bauten wiederfinden. Josef Elfinger starb 1988 an einem Herzinfarkt.

## Bauten

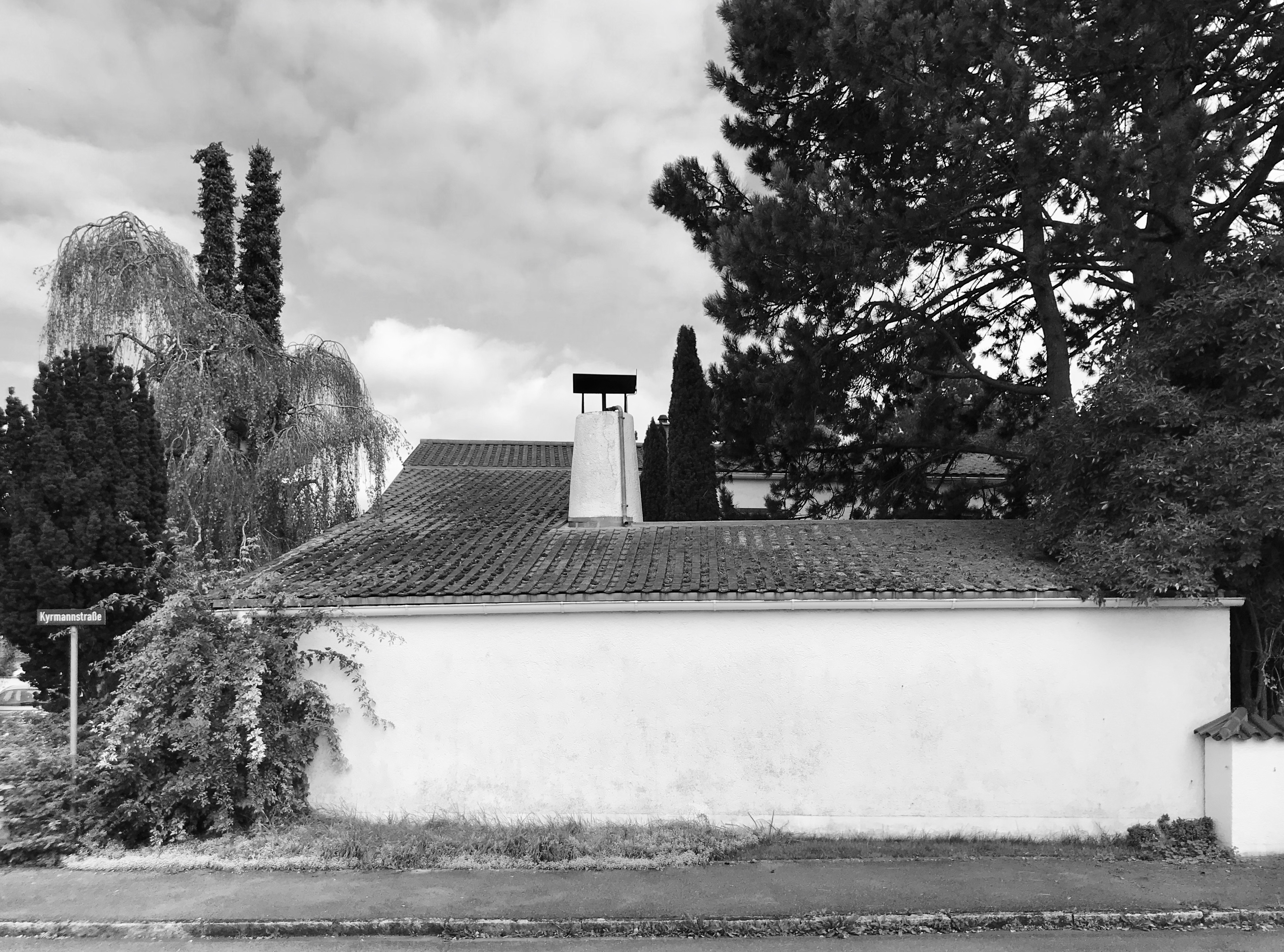
Haus Mägdfessel in Ingolstadt

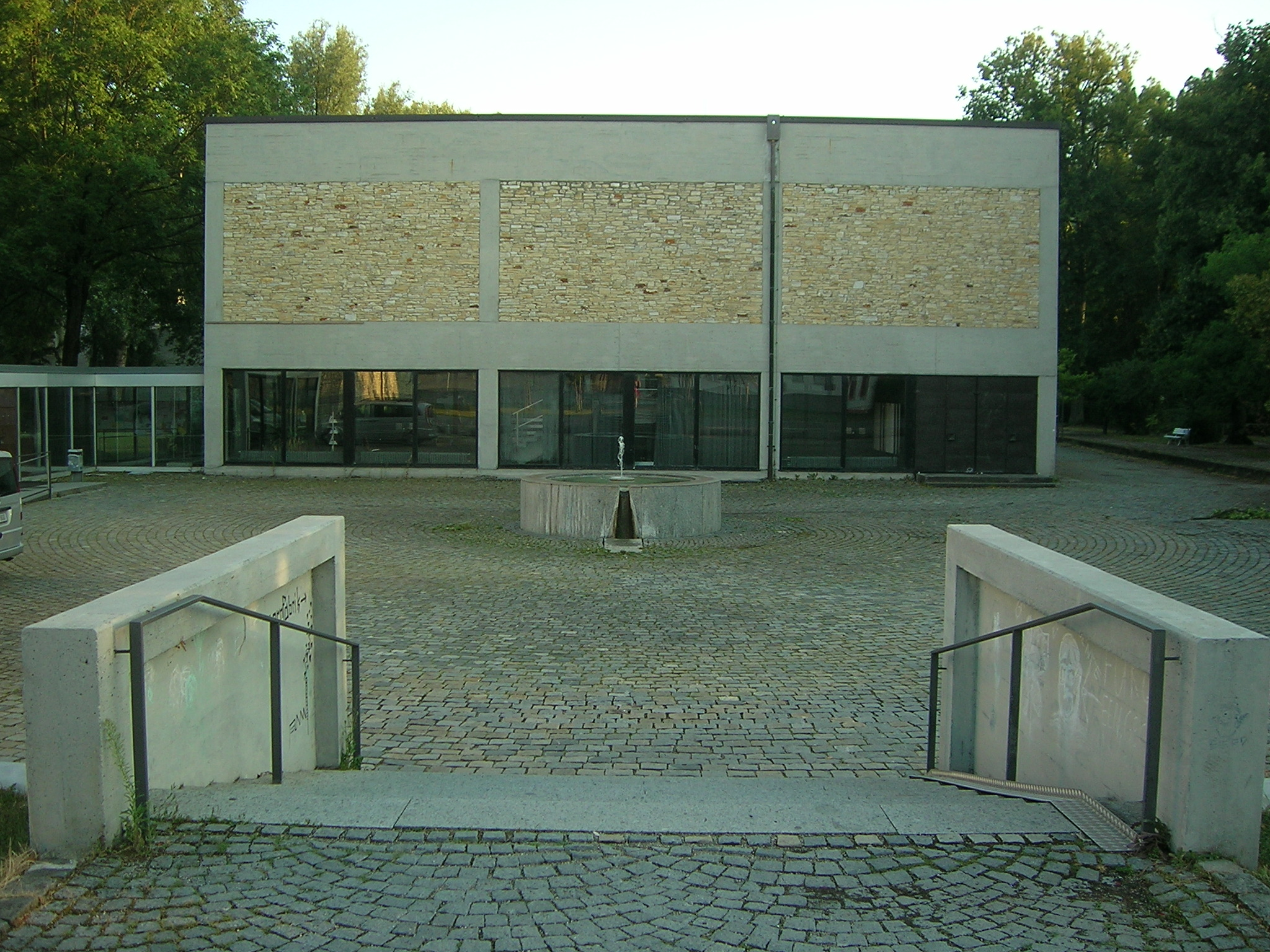
Katholische Universität Eichstätt

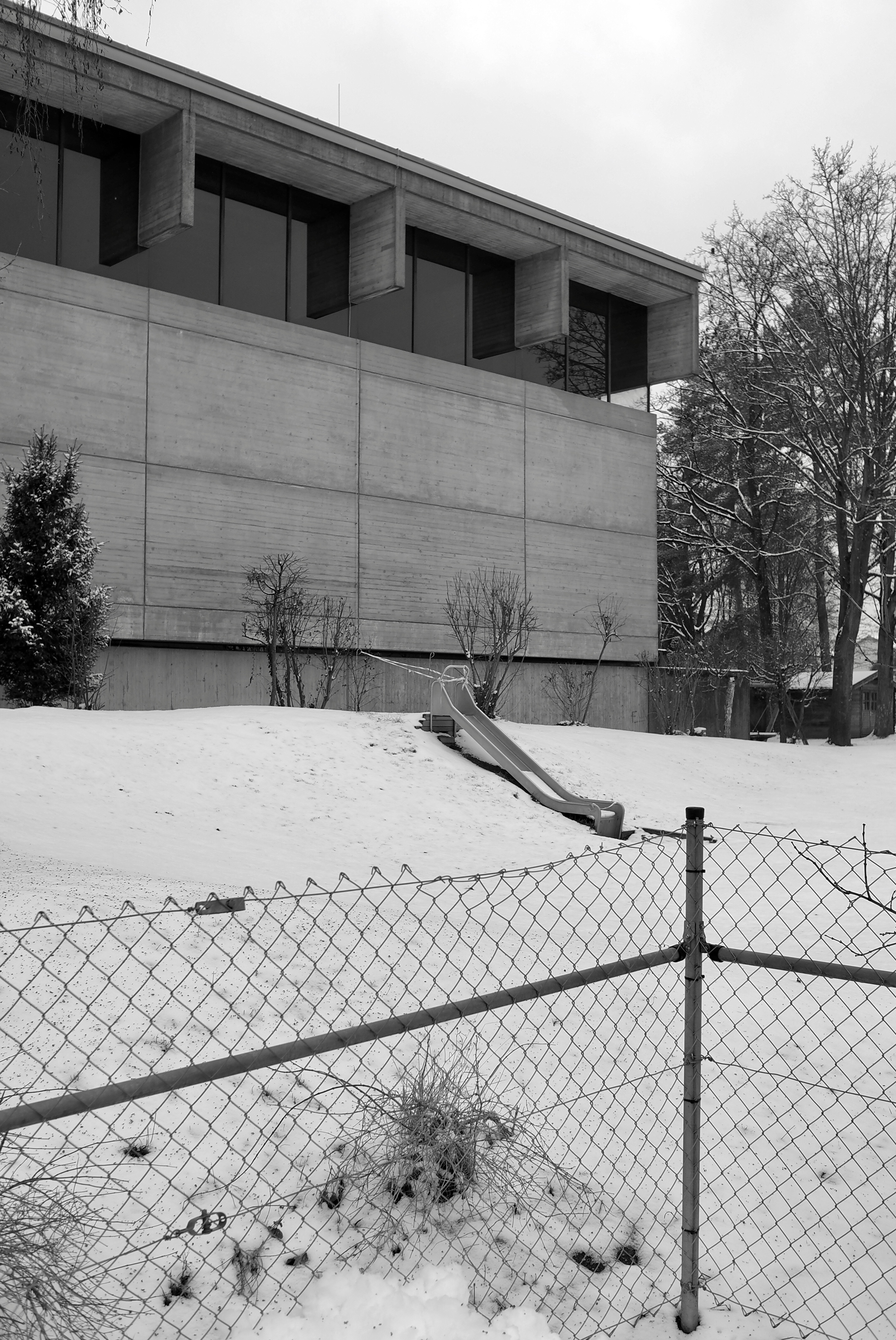
St. Peter in Oberhaunstadt

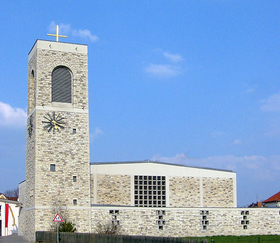
St. Marien in Gunzenhausen

Einige Bauten, wie beispielsweise die Kirchen St. Pius und St. Peter werden dem Architekturstil des Brutalismus zugeschrieben.
- 1936–1937: Ortskapelle Hl. Bruder Konrad in Attenzell
- 1950: Donaukurier-Verlagsgebäude in Ingolstadt, Donaustraße (mit Franz Xaver Proebst)
- 1953: Kirche St. Willibald in Vogelthal
- 1955: Erweiterung der Heilig-Kreuz-Kirche in Eichstätt-Wintershof (unter Denkmalschutz)[6]
- 1949–1956: Atelier für Alois Schölß in Ingolstadt[7]
- 1955–1956: Gemeindehaus St. Matthäus in Ingolstadt (mit Franz Xaver Proebst; unter Denkmalschutz; 2015 saniert von Florian Nagler)[8][9]
- 1956: Filialkirche St. Marien in Schweigersdorf
- 1956–1957: Kriegerdenkmal in Manching[10]
- 1957–1958: Kirche St. Pius in Ingolstadt (unter Denkmalschutz)[9][11]
- 1958: Wohnanlage Münchener Straße 61 in Ingolstadt
- 1959–1960: Kirche St. Marien in Gunzenhausen (unter Denkmalschutz)[12]
- 1960: Haus K. und Josef Elfinger an der Schutter in Ingolstadt
- 1959–1961: Studentinnenheim „Maria Ward“ in Eichstätt (mit Karljosef Schattner; stark verändert)
- 1962: Haus Mägdfessel in Ingolstadt
- 1962: Anbau an der Westseite der Kirche St. Michael in Etting[13]
- 1962: Atelier Elfinger an der Schutter in Ingolstadt
- 1963: Kirche St. Hedwig in Markt Berolzheim
- 1963: Kirche St. Josef in Ingolstadt (Geläut von Friedrich Wilhelm Schilling; unter Denkmalschutz)[9][14]
- 1964: Priesterhaus der Kirche St. Moritz in Ingolstadt
- 1960–1965, 1979–1980: Kollegiengebäude der Katholischen Universität Eichstätt (mit Karljosef Schattner und Landschaftsarchitekt Gerhart Teutsch; unter Denkmalschutz)[15]
- 1965: Heilig-Kreuz-Kirche in Eysölden
- 1965: Christoph-Kolumbus-Grundschule in Ingolstadt (mit Künstler Knut Schnurer; teilweise abgerissen)[16]
- 1952–1965: Modehaus Xaver Mayr in Ingolstadt
- 1963–1966: Verwaltungsgebäude der AOK in Ingolstadt (mit Franz Xaver Proebst und Alois Schölß; stark verändert)
- 1966–1967: Erweiterung der Kirche St. Jakobus in Ornbau (unter Denkmalschutz)[17][18]
- 1969: Geschäfts- und Wohnhaus Schmid in Ingolstadt
- 1968–1970: Kirche St. Peter in Ingolstadt-Oberhaunstadt[9][19]
- 1970: Volksschule in Ingolstadt-Oberhaunstadt (mit Künstler Alois Schölß; verändert)
- 1970: KIM-Zentrale in Ingolstadt
- 1971–1972: Sir-William-Herschel-Mittelschule in Ingolstadt (mit Zahn, Rausch und Zitzelsperger; stark verändert)[20]
- 1973: Bürogebäude Schubert & Salzer in Ingolstadt (unter Denkmalschutz)[21]
- 1975–1977: Peter-Steuart-Heim in Ingolstadt (mit Zahn, Rausch und Zitzelsperger sowie Künstlerin Käte Krakow; verändert)
- 1958–1978: Renovierungsarbeiten am Münster Zur Schönen Unserer Lieben Frau in Ingolstadt
- 1985–1988: Sanierung des Klosters Herz Jesu in Eichstätt (mit Zahn & Partner)[22]

## Ehemalige Mitarbeiter
(Quelle: )
- 1955–1956: Karljosef Schattner
- 1970–1974: Karl Frey[24]
- Andreas Meck
- Ludwig Geith
- Erhard Fischer
- Andreas Fürsich
- Alfred Roth